# Ономіті

34°24′32″ пн. ш. 133°12′18″ сх. д. / 34.40889° пн. ш. 133.20500° сх. д.
Ономі́ті (яп. 尾道市, おのみちし, МФА: [onomit͡ɕi̥ ɕi]) — місто в Японії, в префектурі Хіросіма.

## Короткі відомості

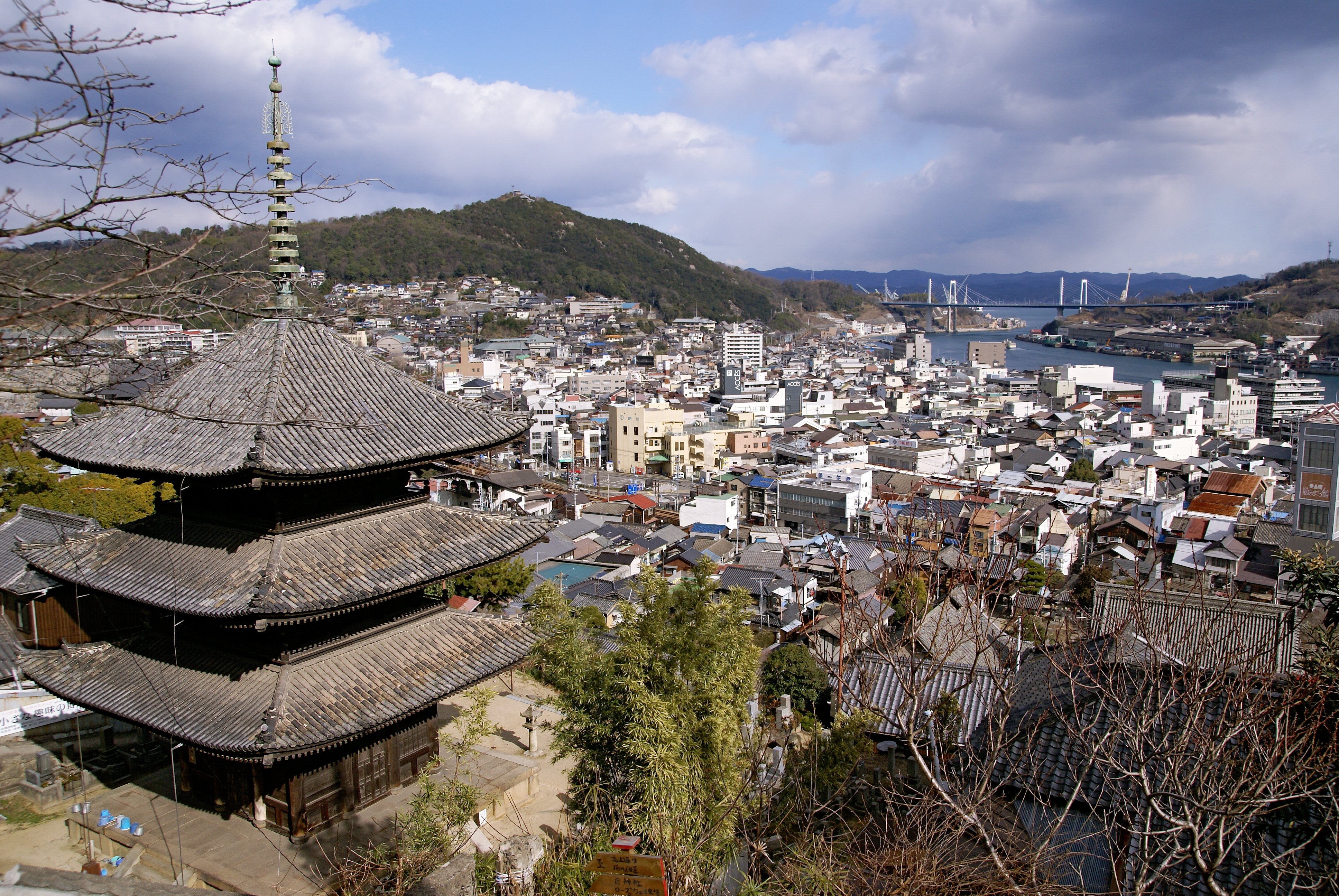
Монастир Теннендзі.

Ономіті розташоване в південно-західній частині префектури Хіросіма, на березі Внутрішнього Японського моря. Берегова лінія вузька, обмежена горами, що наближаються до моря, тому місто сильно видовжене з заходу на схід.
Вздовж берегової лінії Ономіті проходять головна лінія Санйо залізниці JR та державний автошлях № 2. Автострада Санйо та головна міська магістраль розташовані у північній гірській частині. Автострада Західне Сето, так званий «Острівний шлях», сполучає центр міста з рядом малих островів у Внутрішньому Японському морі та містом Імабарі на острові Шікоку. Цей шлях також має вихід до північного державного шляху № 184, що веде до міста Мацуе. З 1988 року в місті відкрита станція швидкісного потягу сінкансен. З островами Омісіма та Шікоку діє окреме поромне сполучення.
Основою економіки Ономіті є торгівля та суднобудування. В портовій зоні міста розташовані представництва підприємств гуртової торгівлі регіону Тюґоку. Допоміжною галуззю є сільське господарство, зокрема вирощування мандаринів. Після спорудження двох великих мостів у 1968 і 1999 роках зросла роль туризму. З 2001 року в місті працює університет Ономіті.
Станом на 1 жовтня 2007 площа міста становила 284,85 км². Станом на 1 червня 2011 населення міста становило 144 201 осіб.

## Історія

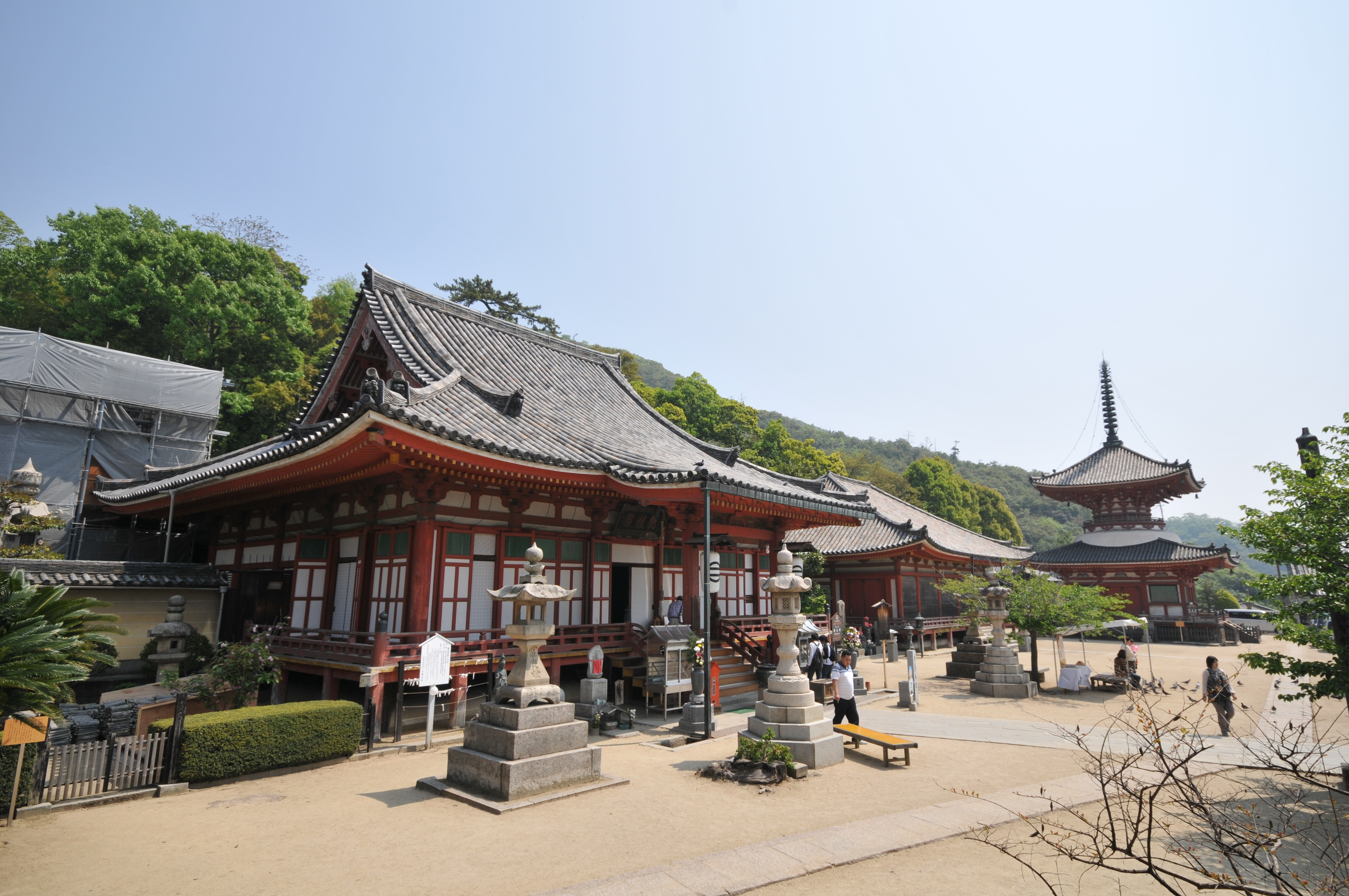
Монастир Дзьодозі.

Ономіті утворене 1 квітня 1898 року шляхом надання міського статусу однойменному містечку. Це містечко було засновано 1168 року як рибацько-купецьке поселення на території маєтку Ота провінції Бінґо. Воно розвинулося у торговий порт, що спеціалізувався на пересилці товарів. Протягом 15 століття Ономіті було єдиним портом в акваторії Внутрішнього Японського моря, куди дозволялося заходити кораблям, що здійснювали офіційну торгівлю з китайською династією Мін. У 17 столітті містечко стало важливим японським транспортним пунктом на морському шляху з південного Хоккайдо до Осаки. Проте після реставрації Мейдзі 1868 року, японський уряд наклав обмеження щодо прийому великих суден у мілких і вузьких гаванях на зразок гавані Ономіті, і поселення перетворилося на порт регіонального значення.
1937 року Ономіті приєднало містечко Куріхара та село Йосіва, 1939 року — село Самба, а 1954 року — села Міноґо, Кіносьо та Харада. 1955 року місто поглинуло сусідні села Такасу, Нісі та Момосіма, 1957 року увібрало село Урасакі, а 1970 року — містечко Мукаї-Хіґасі. 2005 року Ономіті об'єдналося з 2 містечками: Міцуґі та Мукаїсіма, а 2006 року приєднало до себе місто Інносіма та містечко Сетода.

## Культура

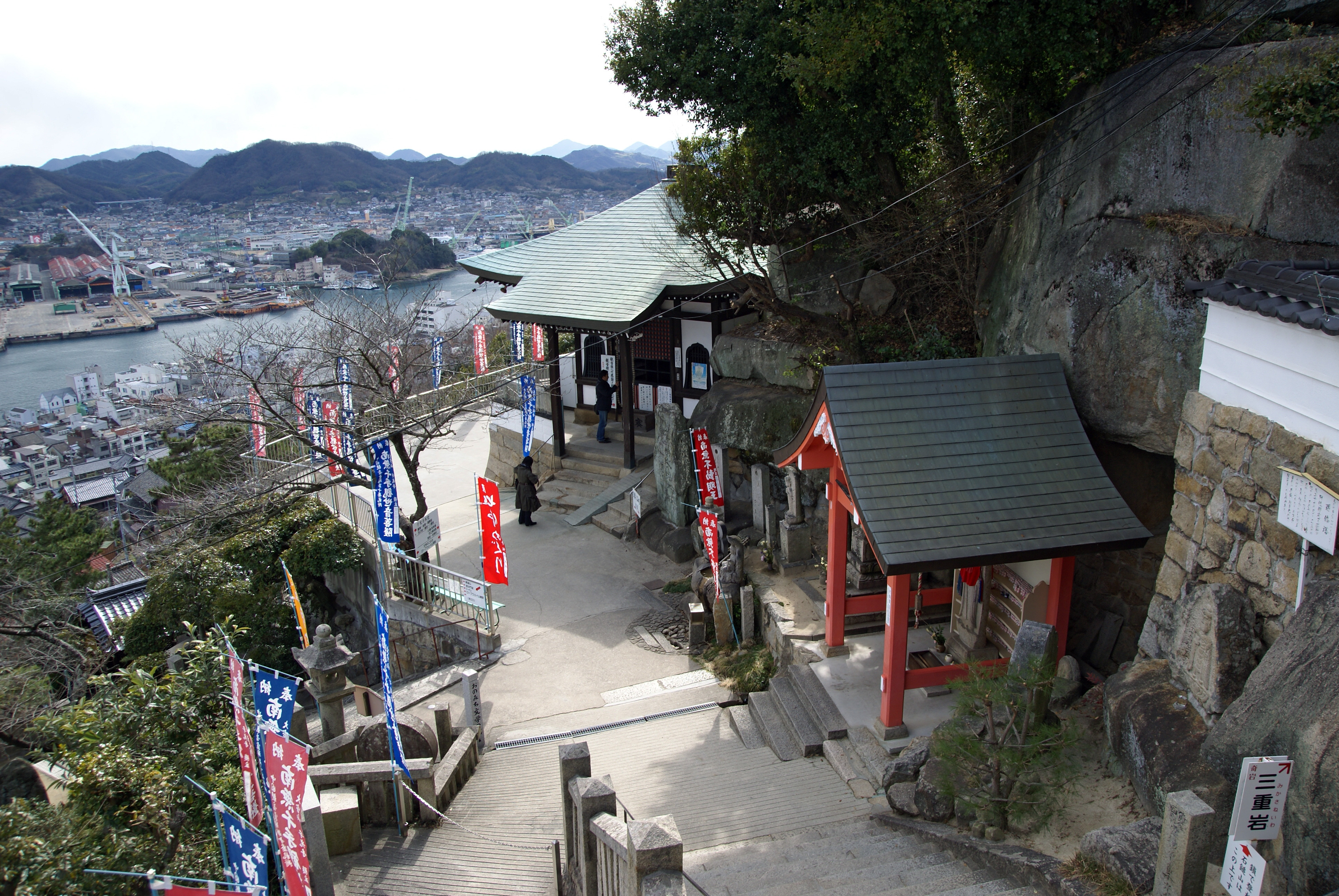
Гірська стежка в монастирі Сенкодзі.

Ономіті не зазнало лихоліть Другої світової війни, тому змогло зберегти чимало культурних пам'яток. Через це його часто називають «маленьким Кіото». В місті розташовані дім письменника Сіґи Наої, садиба письменниці Хаясі Фуміко, «літературна стежка», присвячена японським майстрам слова, що відвідували місто, а також Дім літератури Ономіті.
Головною окрасою міста є гірський буддистський монастир Дзьододзі, заснований 806 року. Його головний храм та пагода занесені до національних скарбів країни. Інший великий монастир Сайкодзі є головним осередком течії Дайґо секти Сінґон. З вершин монастиря Сенкодзі, до якого потягнуто канатну дорогу, відкривається гарний краєвид на море, а сама територія монастиря перетворена на гірський парк. Весною в ньому милуються сакурами, а восени — проводять свято хризантемних ляльок.
В Ономіті також працюють Міський музей мистецтв, Префектурний парк фізкультури та Кінематографічний музей Ономіті.